# Eudoxiosz konstantinápolyi pátriárka
Eudoxiosz (ógörögül: Ευδόξιος, latinul: Eudoxius), (300 körül – 370) antiochiai (359-től) és konstantinápolyi püspök 360-tól haláláig, ókeresztény író, az egyik legjelentősebb arianista.

## Élete és művei
Eudoxiosz kezdetben Kahramanmaraş püspöke volt. 358-ban lett antiokhiai püspök, ekkor odaköltözött Aétiosz, akinek nézeteit pártfogolta, és tanítványa, Eunomiosz is. A keleti püspökök nagy része nem csatlakozott hozzá, hanem az új ankürai püspök, Baszileioszt támogatták 357–358-ban. Eudoxiosz a nikaiai zsinat határozataihoz hű vezetők eltávolítását igyekezett elősegíteni, köztük volt Makedoniosz, konstantinápolyi püspök, akinek a székét 360-ban megörökölte. 370-ben hunyt el.
Írásaiból töredékek maradtak fenn a Doctrina de incarnatione Verbiben, illetve a Catenakban.

## Kortárs írók Eudoxiosz működéséről
- Alexandriai Szent Atanáz. ad Solit. Patrologia Graeca xxvi. 572, 219, 589, 274, 580, 713, 601;
- Szent Epiphaniosz de Haeres. lxxiii. 2;
- H. E. ii. 16, 38, 40, etc..
- Szent Hilarius, de Synod., Patrologia Latina x. 471.;
- Liber contr. Const. Imp. §§ 665, 680, 573, etc.
- Szozomenosz. H. E. iv. 26;
- Szókratész Szkholasztikosz H. E. ii. 19, 37, 40, 43;
- Theodorétosz. H. E. ii. 25; Haer. Fab. iv. 3;